# Келькхайм (Таунус)
Келькхайм (нем. Kelkheim) — город в Германии, город земельного подчинения, расположен в земле Гессен. Подчинён административному округу Дармштадт. Входит в состав района Майн-Таунус. Население составляет 27 883 человека (на 31 декабря 2010 года). Занимает площадь 30,65 км². Официальный код — 06 4 36 008.
Город подразделяется на 6 городских районов.

## Фотографии

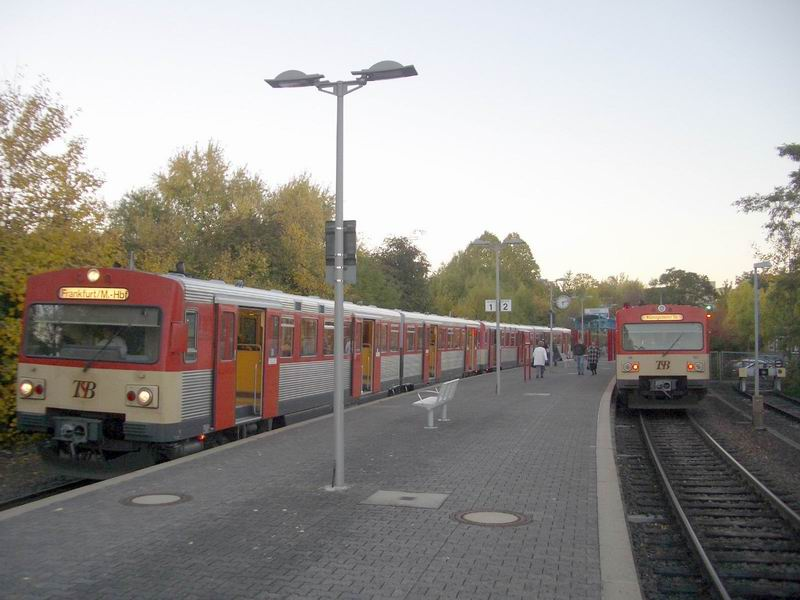
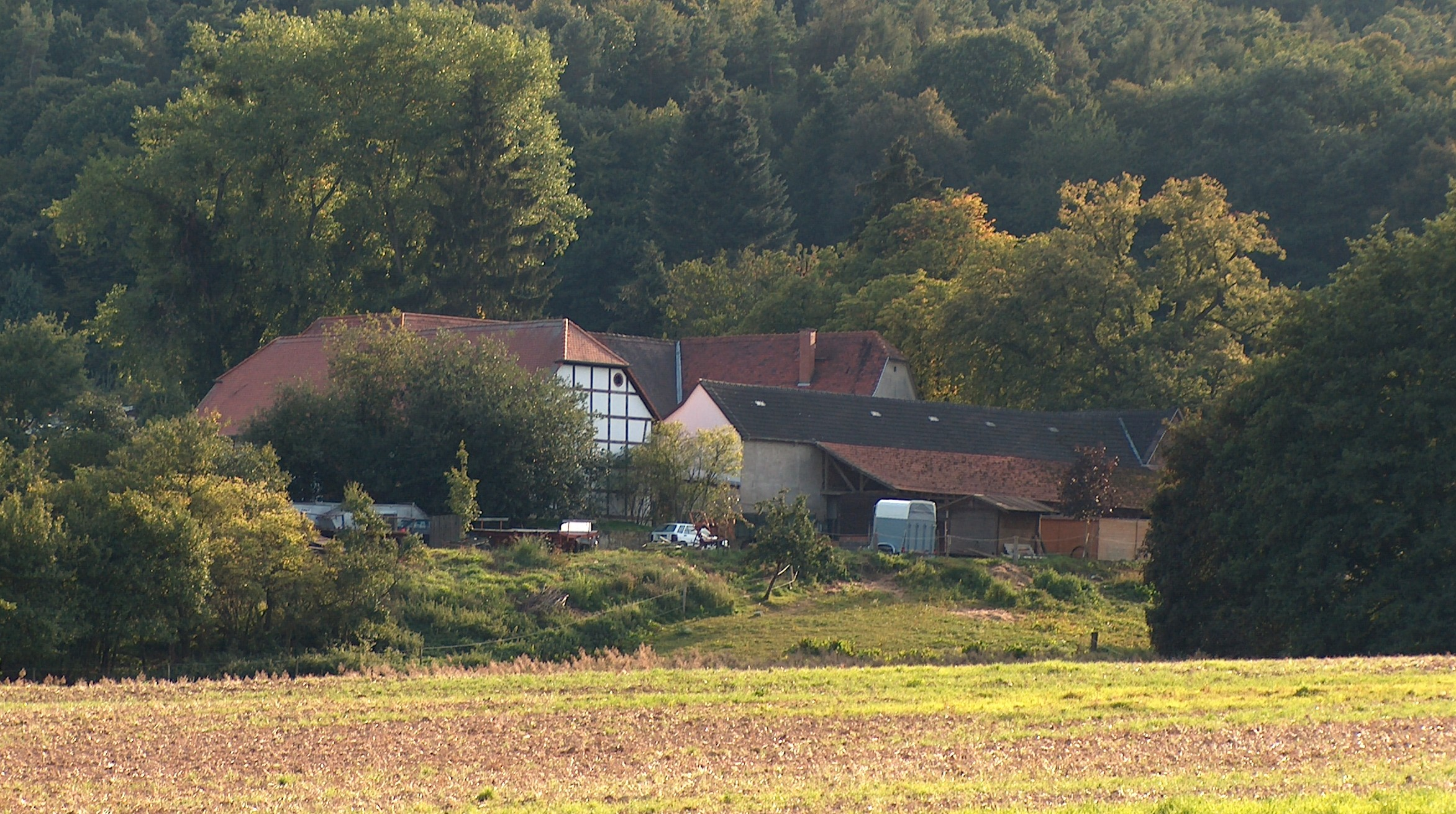
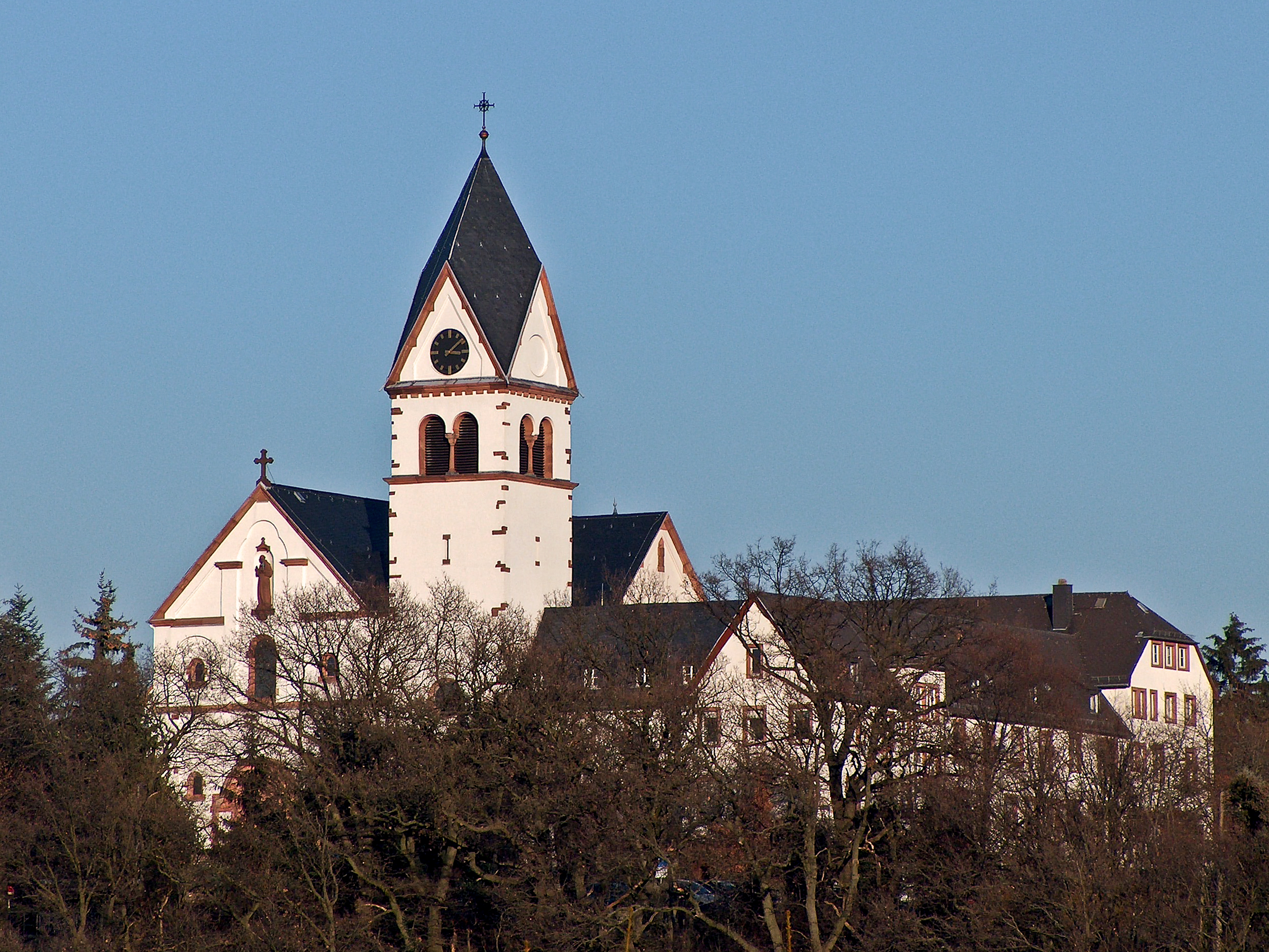
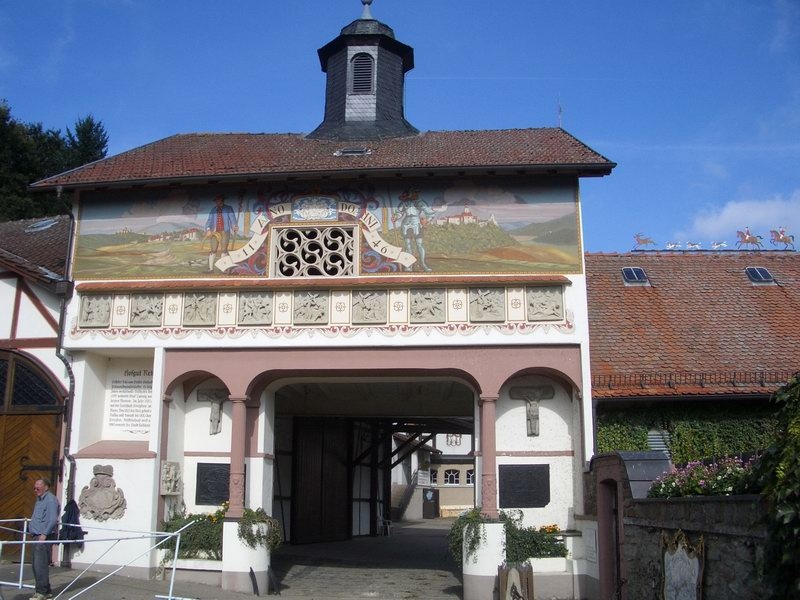
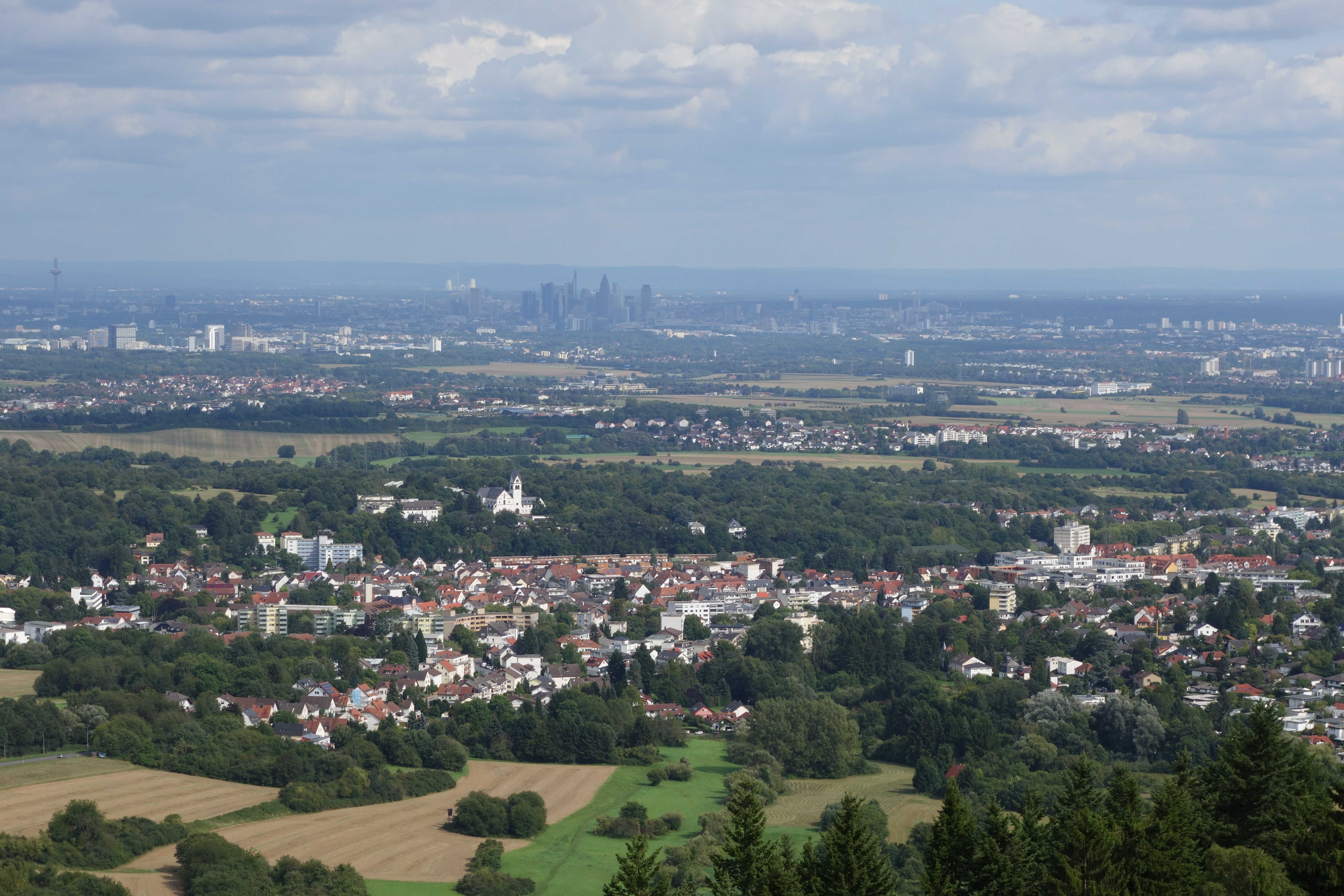